# Marlierea schottii
Marlierea schottii är en myrtenväxtart som beskrevs av Carlos Maria Diego Enrique Legrand. Marlierea schottii ingår i släktet Marlierea och familjen myrtenväxter. Inga underarter finns listade i Catalogue of Life.